# Tour de la Linguella
La Tour de la Linguella (en italien : Torre della Linguella), également connue sous le nom de Torre del Martello, est une tour de guet côtière située sur l'île d'Elbe dans la commune de Portoferraio, de la province de Livourne en Toscane,.
Son emplacement est à l'extrémité nord du port.

## Historique
La structure fortifiée a été construite en 1548 à l'endroit où se trouvaient les restes d'un bâtiment préexistant datant de l'époque romaine, la Villa romaine de la Linguella. Sa construction a été commandée par les Médicis pour disposer d'une structure défensive supplémentaire pour protéger le port de Portoferraio, qui était cependant utilisé de manière aléatoire, car il servait également d'entrepôt pour la conservation du sel.
La tour a continué à remplir à la fois les fonctions d'observation et d'entrepôt jusqu'à la seconde moitié du XVIIIe siècle, époque à laquelle les grands-ducs de la maison de Lorraine ont décidé de la désaffecter et de la transformer ensuite en prison. Elle est restée en activité jusqu'à l'ouverture à la fin du XIXe siècle de la plus grande prison à l'intérieur du Fort Longone de Porto Azzurro.
L'un des détenus qui a fait la une des journaux était l'anarchiste Giovanni Passannante, agresseur du roi Humbert Ier, qui a vécu dans le bâtiment pendant 10 ans, de 1879 à 1889, dans des conditions inhumaines qui l'ont affaibli physiquement et mentalement. La structure était définie à l'époque comme Torre di Passannante, un nom encore utilisé aujourd'hui. 
Carmine Crocco, le brigand le plus notoire du XIXe siècle, passa une certaine période de sa détention dans la tour.
L'antifasciste Sandro Pertini y fut également emprisonné deux fois en 1933 et une troisième fois le 9 septembre 1935, avant d'être envoyé à Ponza.
Après avoir subi une période de dégradation à la suite de sa fermeture définitive, la tour a retrouvé son lustre d'antan grâce à de minutieux travaux de restauration réalisés à la fin des années 1970.

## Description
La tour a un plan octogonal caractéristique, avec un pli articulé dans la partie inférieure délimitant la base sous-jacente, qui sur six des huit côtés repose directement sur le rivage rocheux. La partie supérieure de la structure turriforme est nettement plus saillante que la partie inférieure, culminant dans la partie supérieure avec de puissants corbeaux qui délimitent la terrasse initialement utilisée pour les fonctions d'observation, au centre de laquelle se trouve une petite structure à base circulaire non visible de l'extérieur du complexe. Les structures murales sont presque entièrement recouvertes de briques, avec des sections de courtines en pierre qui s'appuient contre l'angle nord-ouest de la tour, délimitant extérieurement une structure bastionnée avec une base escarpée, qui, dans le passé, conférait un élément de sécurité supplémentaire à l'ensemble du complexe.
À l’époque moderne, la Marina Militare a installé un phare à l’angle ouest des murs de la tour. L'infrastructure, initialement alimentée à l'électricité, a été récemment équipée d'un panneau photovoltaïque. Il s'agit d'une lumière rythmée, équipée d'une lampe de 60 W pour l'éclairage nocturne de la zone aéroportuaire de Portoferraio.

## Galerie

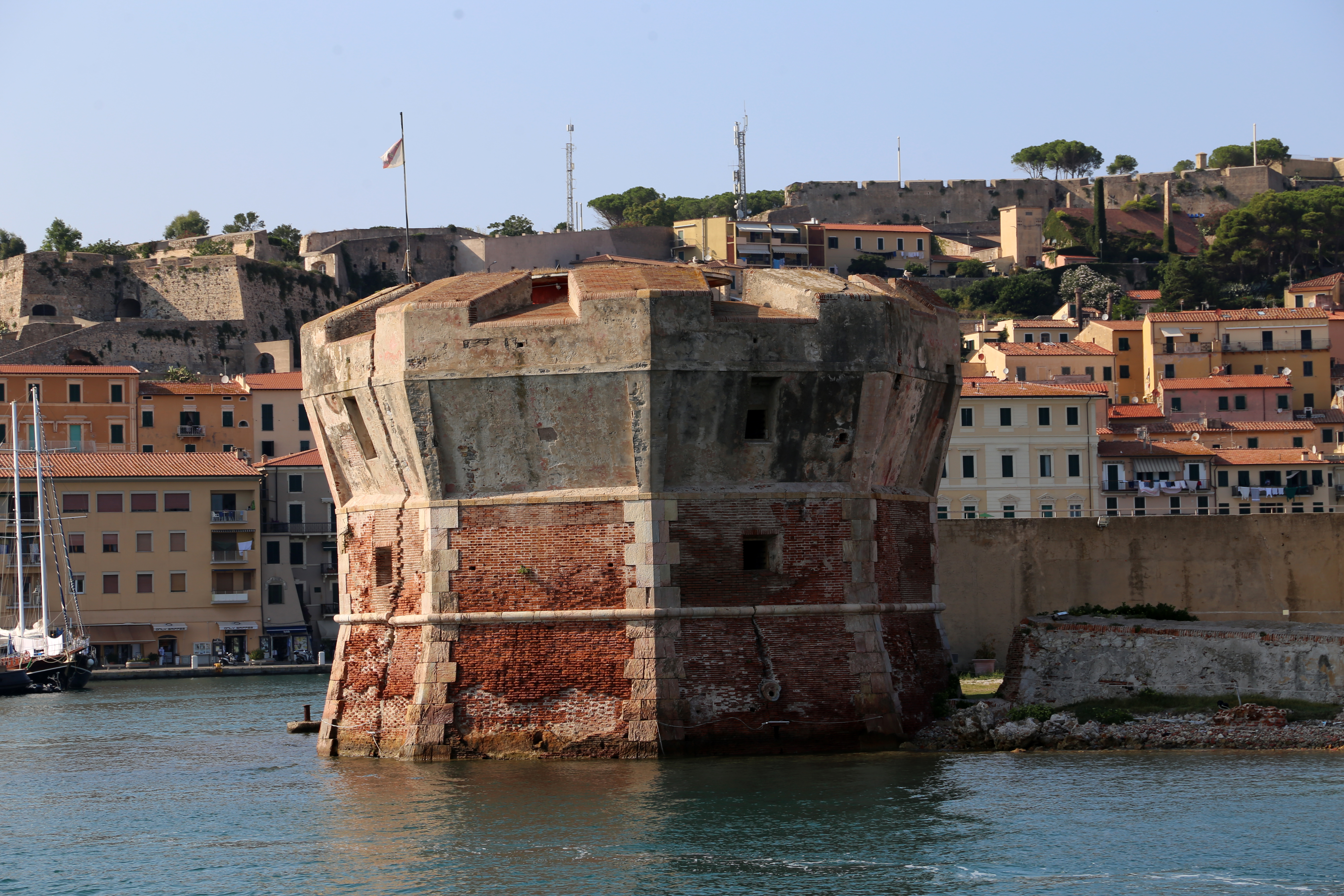
La tour vue de la mer.
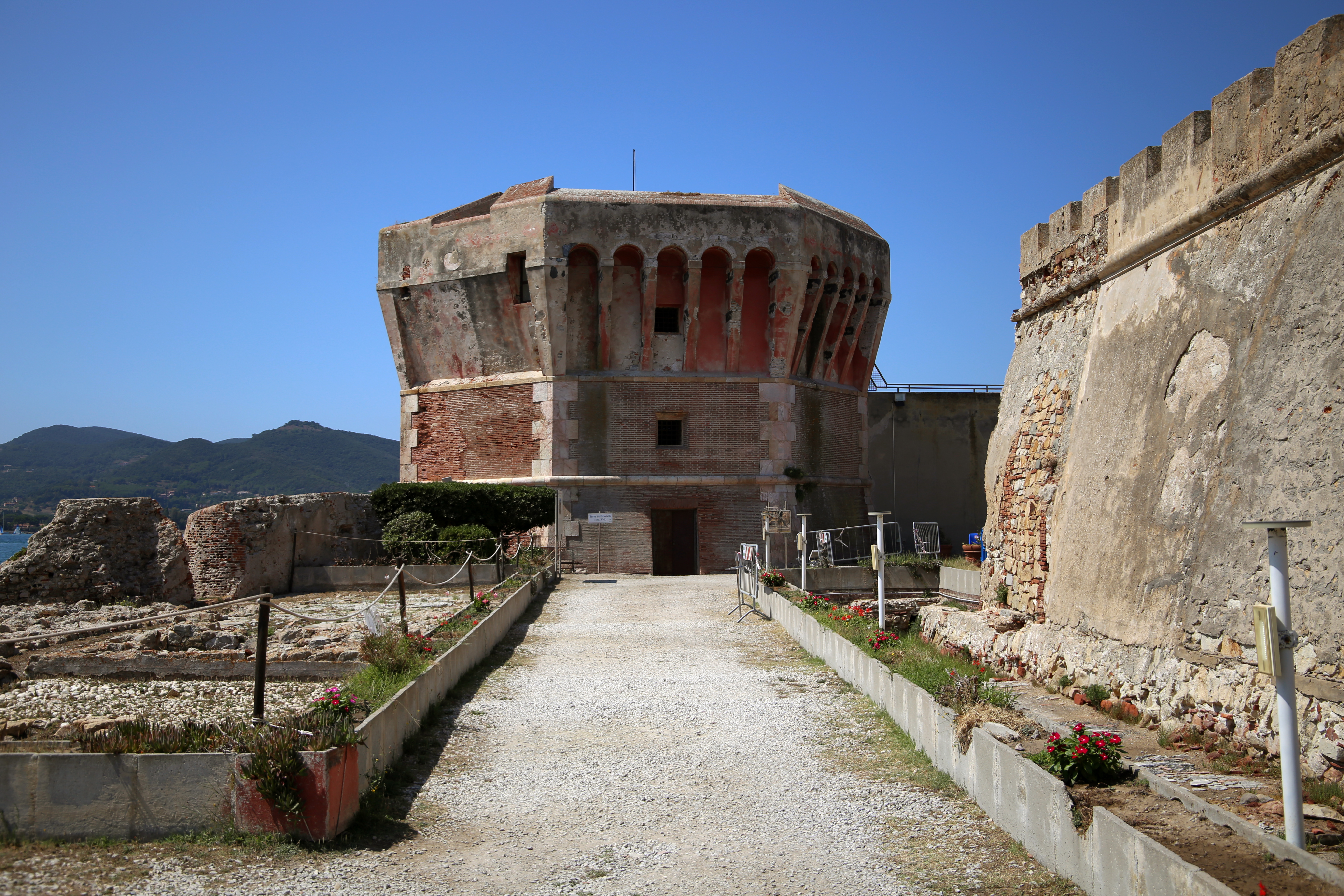